# Perovec
Perovec este o localitate din comuna Slovenske Konjice, Slovenia, cu o populație de 45 de locuitori.